# De hundras kommitté
De hundras kommitté i Finland (finska: Sadankomitea) är en antimilitaristisk organisation i Finland.
De hundras kommitté, som bildades 1963 efter brittisk förebild, försöker påverka den finländska säkerhetspolitiken. Demonstrationer och fredsmarscher har stått på kommitténs agenda. Förbundet har ifrågasatt behovet av en finländsk försvarsmakt; initiativet till att grunda Beväringsförbundet och De civiltjänstepliktigas förbund (som upphörde 2000) utgick därifrån.